# Соловйов Євген Віталійович
Євген Віталійович Соловйов (рос. Евгений Витальевич Соловьёв; 14 лютого 1992, м. Новоуральськ, Росія) — російський хокеїст, нападник. Виступає за «Донбас» (Донецьк) у Континентальній хокейній лізі.  
Вихованець хокейної школи «Металург» (Магнітогорськ). Виступав за «Металург-2» (Магнітогорськ), «Стальні Лиси» (Магнітогорськ). 
Досягнення
- Володар Кубка Харламова (2010).